# (13087) Chastellux
(13087) Chastellux ist ein Asteroid des Hauptgürtels, der am 30. Juli 1992 vom belgischen Astronomen Eric Walter Elst am La-Silla-Observatorium (IAU-Code 809) der Europäischen Südsternwarte in Chile entdeckt wurde. Erste Sichtungen des Asteroiden hatte es schon vorher im Februar und März 1990 unter der vorläufigen Bezeichnung 1990 DS4 am La-Silla-Observatorium gegeben.
Der Asteroid ist Mitglied der Koronis-Familie, einer Gruppe von Asteroiden, die nach (158) Koronis benannt ist.
(13087) Chastellux wurde am 25. Januar 2001 nach dem französischen Militär und Schriftsteller François-Jean de Chastellux (1734–1788) benannt, der ab 1775 der Académie française angehörte.